# MG F
MG F är en sportbil som den brittiska biltillverkaren MG presenterade 1995. Den uppdaterade MG TF introducerades 2002. 

## MG F
MG F var den första helt nya MG-modell som konstruerades sedan MGB introducerats 1962. Bilen var tekniskt avancerad jämfört med konkurrenterna med bland annat mittmotor, men under skalet återfanns många delar från Mini Metro och Rover 200. MG F använde British Leylands gashydrauliska fjädring Hydragas.
Varianter:
| Modell  | Årsmodell | Motor               | Cylindervolym | Effekt | Bränslesystem      |
| ------- | --------- | ------------------- | ------------- | ------ | ------------------ |
| 1.8     | 1995-2002 | 4-cyl radmotor DOHC | 1796 cm³      | 120 hk | Bränsleinsprutning |
| 1.8 VVC | 1995-2001 | 4-cyl radmotor DOHC | 1796 cm³      | 145 hk | Bränsleinsprutning |
| 160     | 2002      | 4-cyl radmotor DOHC | 1796 cm³      | 158 hk | Bränsleinsprutning |

## MG TF
I början av 2002 ersatte den uppdaterade MG TF. Den tydligaste förändringen var att Hydragas-fjädringen nu ersattes med konventionella fjädrar. Produktionen avslutades i samband med MG Rover Groups kollaps 2005.
MG:s nya kinesiska ägare NAC återupptog produktionen i Nanjing i början av 2007. Senare samma år började modellen byggas på nytt även i Longbridge för den europeiska marknaden. Efter en ryckig period med leveransproblem och sviktande efterfrågan avslutades produktionen ännu en gång i början av 2011.
Varianter:
| Modell | Årsmodell | Motor               | Cylindervolym | Effekt | Bränslesystem      |
| ------ | --------- | ------------------- | ------------- | ------ | ------------------ |
| 115    | 2003-05   | 4-cyl radmotor DOHC | 1588 cm³      | 116 hk | Bränsleinsprutning |
| 120    | 2003-11   | 4-cyl radmotor DOHC | 1795 cm³      | 120 hk | Bränsleinsprutning |
| 135    | 2003-11   | 4-cyl radmotor DOHC | 1795 cm³      | 136 hk | Bränsleinsprutning |
| 160    | 2003-05   | 4-cyl radmotor DOHC | 1795 cm³      | 160 hk | Bränsleinsprutning |